# Fredy Lindegger
Fredy Lindegger (* 18. Dezember 1965; heimatberechtigt in Beromünster) ist ein Schweizer Politiker (Grüne).

## Leben
Fredy Lindegger ist Betriebswirtschafter und Risk Controller und arbeitet bei der Eidgenössischen Finanzverwaltung. Er ist leidenschaftlicher Schachspieler und betreut Junioren im Schachclub Langenthal. Er lebt in Roggwil.

## Politik
Lindegger war parteiloses Mitglied des Gemeinderates (Exekutive) von Roggwil. Er ist Mitglied der Anlagekommission der Gemeinde Roggwil. Bekanntheit erlangte er durch sein Engagement gegen die Umfahrungsstrasse um Aarwangen.
Bei den Wahlen 2022 wurde Lindegger in den  Grossen Rat des Kantons Bern gewählt, wo er seit 2022 Stimmenzähler und Mitglied der Finanzkommission ist.
Er ist Präsident der Grünen Oberaargau und der Grünen Langenthal.